# Молнія (Великоберезниківський район)
Мо́лнія (рос. Молния, ерз. Молния веле) — селище у складі Беликоберезниківського району Мордовії, Росія. Входить до складу Старонайманського сільського поселення.

## Населення
Населення — 7 осіб (2010; 15 у 2002).
Національний склад (станом на 2002 рік):
- ерзяни — 100 %